# Erulska planina
Erulska planina (bulgariska: Ерулска планина) är en bergskedja i Bulgarien.   Den ligger i regionen Pernik, i den västra delen av landet, 50 km väster om huvudstaden Sofia.
Omgivningarna runt Erulska planina är en mosaik av jordbruksmark och naturlig växtlighet. Runt Erulska planina är det glesbefolkat, med 17 invånare per kvadratkilometer.